# Mari van de Ven
Mari van de Ven (Nistelrode, 5 augustus 1959) is een Nederlands visagist en haarstylist.

## Biografie
Van de Ven begon zijn loopbaan op de kappersopleiding in 's-Hertogenbosch. Hij merkte al vrij snel dat zijn interesse verder reikte dan het kappersvak alleen. Tijdens zijn werk begon hij zich daarom meer toe te leggen op visagie. Hij deed dit onder andere bij de school van Dik Peeters.
Van de Ven werkte meer dan tien jaar via Corine Rottschäfer als visagie- en haarspecialist voor vele tientallen opdrachtgevers. Hij werkte mee aan verschillende interviews en reportages in binnen- en buitenland zoals de Cosmopolitan, Elle, Esquire, Margriet, Marie Claire, Maxim, Quote en Viva. Voor het kledingmerk O'Neill verzorgde Van de Ven zes jaar lang fotoshoots voor de presentatie van nieuwe kledinglijnen. Verder werkt hij nog regelmatig mee in Salon Rob Peetoom/Mari van de Ven in 's-Hertogenbosch.
In 2008 lanceerde Van de Ven de Eye Care Lijn van Herôme. Een jaar later werd deze lijn verder uitgebreid. In 2009 kreeg Van de Ven een eigen rubriek in het televisieprogramma 4ME. In juli van datzelfde jaar werd bekend dat hij, samen met oud-hockeyster Margje Teeuwen, een nieuw televisieprogramma zou gaan presenteren. Ze zouden op zoek gaan naar talent in het voormalig oorlogsgebied Bosnië. De winnaars zouden op droomstage naar Nederland of een ander land gaan. Van de Ven zorgde in 2010 bij de bruiloft van Wesley Sneijder en Yolanthe Cabau van Kasbergen voor het kapsel en de make-up van Cabau van Kasbergen.
Van de Ven zit inmiddels ruim vijfentwintig jaar in 'het (beauty)vak' en is een van de meest bekende en toonaangevende visagisten en haarstylisten van Nederland. Hij is de vaste visagist en kapper (geweest) van onder andere Wendy van Dijk, Sylvie Meis, Connie Breukhoven, Yolanthe Sneijder-Cabau, Tatjana Šimić, Trijntje Oosterhuis en Winonah de Jong.
Van de Ven heeft een eigen opleiding, de Mari van de Ven Academy, vallend onder Regionaal opleidingencentrum. Dit is een opleiding visagie op MBO niveau 4. Een select groepje talenten van de opleiding Allround Schoonheidsspecialiste niveau 4 zal jaarlijks worden toegelaten tot de opleiding Masterclass hairstyling en visagie. De studenten leren in een half jaar van Van de Ven de fijne kneepjes van het vak. Deze opleiding wordt gegeven bij Savarin in Rijswijk.

## Trivia
- In 2008 speelde hij een gastrol als presentator van een metamorfoseprogramma in de televisieserie Voetbalvrouwen.[8]